# Rajd Dolnośląski 1997
Rajd Dolnośląski 1997 – 11. edycja Zimowego Rajdu Dolnośląskiego. Był to rajd samochodowy rozgrywany od 21 do 22 lutego  1997 roku. Była to pierwsza runda Rajdowych Samochodowych Mistrzostw Polski w roku 1997. Rajd składał się z dwudziestu trzech odcinków specjalnych.

## Wyniki końcowe rajdu[1]
| Miejsce | Kierowca            | Pilot              | Samochód                  | Czas    | Strata | Grupa Klasa |
| ------- | ------------------- | ------------------ | ------------------------- | ------- | ------ | ----------- |
| 1       | Krzysztof Hołowczyc | Maciej Wisławski   | Subaru Impreza 555        | 2:22:14 | -      | A8          |
| 2       | Robert Gryczyński   | Tadeusz Burkacki   | Toyota Celica GT-Four     | 2:25:45 | +3:31  | A8          |
| 3       | Robert Herba        | Jacek Rathe        | Toyota Celica Turbo 4WD   | 2:28:02 | +5:48  | A8          |
| 4       | Leszek Kuzaj        | Artur Skorupa      | Mitsubishi Lancer Evo III | 2:28:03 | +5:49  | N4          |
| 5       | Piotr Świeboda      | Andrzej Górski     | Mitsubishi Lancer Evo III | 2:29:12 | +6:58  | N4          |
| 6       | Waldemar Doskocz    | Jakub Mroczkowski  | Mitsubishi Lancer Evo III | 2:32:02 | +9:48  | N4          |
| 7       | Wiesław Stec        | Maciej Maciejewski | Mitsubishi Lancer Evo III | 2:32:24 | +10:10 | N4          |
| 8       | Janusz Kulig        | Jarosław Baran     | Renault Mégane Maxi       | 2:33:31 | +11:17 | A8          |
| 9       | Jarosław Pineles    | Maciej Wodniak     | Mitsubishi Lancer Evo III | 2:36:06 | +13:52 | N4          |
| 10      | Věroslav Cvrček st. | Miroslava Cvrčková | Škoda Felicia Kit Car     | 2:36:30 | +14:16 | A6          |
| 11      | Zbigniew Stec       | Krzysztof Watała   | Mitsubishi Lancer Evo III | 2:38:34 | +16:20 | N4          |

1. ↑  Nieliczony w klasyfikacji RSMP